# Dee (ort)
Dee är en ort i Australien. Den ligger i kommunen Central Highlands och delstaten Tasmanien, i den sydöstra delen av landet, omkring 88 kilometer nordväst om delstatshuvudstaden Hobart. Antalet invånare är 120. Den ligger vid sjön Dee Lagoon.
Trakten runt Dee är nära nog obefolkad, med mindre än två invånare per kvadratkilometer.. 
I omgivningarna runt Dee växer i huvudsak städsegrön lövskog. Genomsnittlig årsnederbörd är 1 078 millimeter. Den regnigaste månaden är september, med i genomsnitt 130 mm nederbörd, och den torraste är februari, med 46 mm nederbörd.